# Thomas Seltz
Thomas Seltz (Artolsheim 21 de desembre de 1872 – Vittefleur, Sena Marítim 17 de juliol de 1959) fou un polític alsacià. Estudià ciències econòmiques i treballà com a periodista al diari Elsaesser des del 1906, alhor que esdevingué un dels principals líders catòlics d'Estrasburg. Després de la Primera Guerra Mundial entrà a la Comissió Municipal d'Estrasburg i participà en la fundació de la Unió Popular Republicana. El 1919 fou candidat a l'Assemblea Nacional Francesa pel Bloc National, i quan fou escollit es va adscriure al grup de l'Entesa Republicana Democràtica, afiliada a la conservadora Federació Republicana. Fou sistemàticament reelegit fins al 1940, i el 1936 fou membre dels Independents d'Acció Popular i conseller general del cantó d'Erstein.
Autonomista moderat, el 10 de juliol de 1940 no va poder prendre part en la votació de cessió de plens poders a Philippe Pétain. Després de la Segona Guerra Mundial no va tenir protagonisme polític